# Специфичен топлинен капацитет
Специфичен топлинен капацитет е количеството топлина Q, което е необходимо за повишаване на температурата на дадено вещество с маса m=1 kg с един градус Келвин Δt=1 K. Специфичният топлинен капацитет се означава с латинската буква c (малко це). Формулата се изгражда по определението и се получава c=Q/(m⋅Δt). От нея следва, че единицата за специфичен топлинен капацитет е J/(kg⋅K), защото c=Q/(m⋅Δt) и оттук Q/(m⋅Δt) – основната единица за количеството топлина Q е J (джаул), основната единица за масата е kg (килограм) и основната единица за температура (в Международната система мерни единици SI)е келвин – К – и всичко това заместваме в уравнението c=Q/m⋅Δt. Заместваме Q, m, Δt съответно с основните единици J, kg, K и така се получава единицата J/(kg⋅K). Може да се замени мерната единица градус келвин (K) с друга единица, например Целзий (°C), защото разликата между две температури не зависи от това дали температурите са измерени в келвини или целзиеви градуси (1 °C отговаря на 1 К). Това не означава, че 1 °С=1 К, а означава че, ако се повдигне температурата на някакво вещество с 50 °С, то тази същата температура ще се повиши с 50 К. Единицата за специфичен топлинен капацитет се променя от J/(kg⋅°C) в J/(kg⋅K), като 1 J/(kg⋅°C) съответства на 1 J/(kg⋅K). Специфичният топлинен капацитет зависи от вида и начина, по който се свързват градивните частици в това вещество. Благодарение на специфичния топлинен капацитет може да се намери полученото и отдаденото количество топлина, тоест ако имаме някакво вещество и го нагреем (повишим неговата температура), то това вещество ще получи някакво количество топлина и именно чрез специфичния топлинен капацитет може да се намери количеството получена топлина. Формулата за получено количество топлина е Q=c⋅m⋅Δt=c⋅m(t2-t1), където c е специфичният топлинен капацитет, m – масата на даденото вещество, t2 – температурата на веществото след повишаването на неговата температура и t1 – температурата на веществото в началото на процеса. При решаване на задачи е важно да не се получават отрицателни стойности. Обратният процес се осъществява, когато дадено вещество понижи своята температура. При намаляване на температурата се отдава някакво количество топлина по време на процеса. Формулата за отдаденото количество топлина е Q=c⋅m⋅(t1-t2), където c е специфичният топлинен капацитет, m – масата на даденото вещество, t2 – температурата на веществото след понижаването на неговата температура и t1 – температурата на веществото преди понижаването на неговата температура (в началото на процеса).

## Видове специфични топлинни капацитети
В зависимост от условията на измерване специфичните топлинни капацитети биват:
- Изобарен топлинен капацитет – cp измерен при внасяне на топлина на даденото тяло при постоянно негово налягане
- Изохорен топлинен капацитет – cv измерен при внасяне на топлина на даденото тяло при постоянен негов обем

За течности и твърди тела тези топлинни капацитети са равни. За газове те се различават по стойност като винаги изобарният топлинен капацитет е по-голям от изохорния. Тяхното отношение k = cp / cv се нарича показател на изоентропата. За идеален газ неговата стойност е 1,4.

## Характерни стойности
Всеки вид вещество има определени стойности на специфичния топлинен капацитет. В рамките на дадено вещество специфичният топлинен капацитет зависи от неговата температура. Зависимостта на специфичния топлинен капацитет от температурата за дадено вещество е степенна зависимост от вида c = A + B⋅t + C⋅t2 + D⋅t3 + ..., където коефициентите A, B, C, D, ... зависят от вида на конкретното вещество.
В таблицата по-долу са показани специфичните топлинни капацитети на някои вещества.
| Вещество       | Специфичен топлинен капацитет |
| -------------- | ----------------------------- |
| Олово (Pb)     | 159 J/(kg⋅°C)                 |
| Живак (Hg)     | 138 J/(kg⋅°C)                 |
| Мед (Cu)       | 385 J/(kg⋅°C)                 |
| Желязо (Fe)    | 444 J/(kg⋅°C)                 |
| Стъкло         | 84 J/(kg⋅°C)                  |
| Алуминий (Al)  | 900 J/(kg⋅°C)                 |
| Въздух         | 1000 J (kg⋅°C)                |
| Водни пари     | 2000 J/(kg⋅°C)                |
| Лед            | 2100 J/(kg⋅°C)                |
| Спирт (C2H5OH) | 2400 J/(kg⋅°C)                |
| Вода/(H2O)     | 4186 J/(kg⋅°C)                |

## Получено количество топлина
Получено количество топлина – това е количеството топлина, което дадено тяло получава за да бъде нагрято (за да бъде повишена температурата на това тяло). Формулата за получено количество топлина е Q=c⋅m⋅Δt=c⋅m(t2-t1), където c е специфичният топлинен капацитет, m – масата на даденото тяло, t2 – температурата на тялото след повишаването на неговата температура и t1 – температурата на веществото в началото на процеса. Полученото количество топлина се измерва в основната мерна единица за енергия J (джаул), тъй като полученото количество топлина е вид енергия. По дефиниция полученото количество топлина винаги има положителна стойност.

## Отдадено количество топлина
Отдадено количество топлина – това е количеството топлина, което дадено тяло отдава на околната среда когато бъде охладено (след като температурата на това тяло бъде понижена). Формулата за отдадено количество топлина е Q=c⋅m⋅(t1-t2), където c е специфичният топлинен капацитет, m е масата на даденото вещество, t2 – температурата на веществото след понижаването на неговата температура и t1 – в началото на процеса (температурата на веществото преди понижаването на неговата температура). Отдаденото количество топлина, както и полученото количество топлина, се измерва в основната мерна единица за енергия J (джаул) по същата причина, както и полученото количество топлина, а именно че топлината е вид енергия.

## Топлинен баланс
За две или повече вещества от различен произход се използва уравнението на топлинен баланс Q1=Q2, където Q1 е отдаденото количество топлина, а Q2 – погълнатото количество топлина. Равенството се получава от закона за запазване на енергията, който накратко гласи, че погълнатото количество топлина Q2 е равно на отдаденото по време на топлообмена количество топлина Q1. Оттук заместваме от уравненията за получено и отдадено количество топлина и получаваме: Q1=c1⋅m1(t1-t) и Q2=c2⋅m2(t-t2) → c1⋅m1(t1-t)=c2⋅m2(t-t2), където t – температура на дадените вещества след установяването на топлинно равновесие, t1 – температурата на веществото с по-висока температура (вещество 1), t2 – температурата на веществото с по-ниска температура (вещество 2), c1 и c2 са съответно специфичните топлинни капацитети на двете вещества (вещества 1 и 2) и m1 и m2 са масите на двете вещества (вещества 1 и 2).